# Мартинюк Федір Март'янович
Федір Март'янович Мартинюк (09.09.1918 — 14.04.1996) — ветеран фізкультурно-спортивного руху, голова Федерації футболу України. 
Трудову діяльність розпочав у 1937 році. Служба в лавах Радянської Армії 1941—1944 роках. З 1944 по 1947 рік працював Головою Станіславського обласного комітету у справах фізкультури і спорту. З 1947 по 1963 рік Голова Житомирського обласного комітету у справах фізкультури і спорту. З 1964 по 1970 обіймав відповідальну посаду Голови федерації футболу УРСР, начальника відділу футболу Комітету фізкультури і спорту при Раді Міністрів УРСР. У період з 1970 по 1991 рік був завідувачем відділу організаційної роботи ДСО «Колос», Начальником адміністративно-господарського управління Спорткомітету УРСР, начальником Республіканського управління Укрспортзабезпечення.

## Трудовий шлях
- З 53 років трудового шляху Мартинюка Федора Март'яновича 46 були віддані служінню фізкультурно-спортивного руху, спочатку в Кабардино-Балкарській Республіці, а потім, починаючи з 1944 року, в Україні. Працюючи на високих фізкультурно-спортивних посадах в Станіславській і Житомирській областях, він показав себе зрілим и відповідальним керівником, за що був переведений на керівну роботу в апарат Комітету з фізичної культури і спорту УРСР. У 1964 році футбольна громадськість вибрала його Головою Федерації Футболу України[1].
- На цій громадській посаді Федір Март'янович працював сім років.
- Свій трудовий стаж він закінчив 1991 році, але продовжував працювати до останніх днів на громадській роботі як делегат федерації футболу України.
- За словами Клавдії Кир’янової, котра займала пост секретаря ФФУ впродовж 38,5 років, «…він багато спілкувався російською, проте, сказати б, за тенденцією хилився до української. Сам із Житомира…»

## Нагороди
Федіра Март'яновича знали як порядну людину, працьовитого і відповідального працівника. Його трудовий шлях високо оцінений державою. Він нагороджений медаллю «За доблесну працю», двома орденами «Знак Пошани», йому присвоєно почесне звання «Заслужений працівник фізичної культури УРСР».